# Узынколь (район Магжана Жумабаева)
Узынколь (каз. Ұзынкөл, до 2009 г. — Узунколь) — село в районе Магжана Жумабаева Северо-Казахстанской области Казахстана. Административный центр Узынкольского сельского округа. Код КАТО — 593679100.

## Население
В 1999 году население села составляло 774 человека (384 мужчины и 390 женщин). По данным переписи 2009 года, в селе проживало 625 человек (303 мужчины и 322 женщины).